# Roberta Paladini
Roberta Paladini (Roma, 5 novembre 1955) è un'attrice, doppiatrice e direttrice del doppiaggio italiana.

## Biografia
Figlia dell'annunciatore e giornalista Rai Riccardo Paladini, ha esordito a sedici anni sotto la direzione di Lauro Gazzolo nel ruolo di protagonista doppiando il personaggio di Pinocchio nel lungometraggio animato Un burattino di nome Pinocchio diretto da Giuliano Cenci. Ha dato la voce anche al personaggio della Pimpa.
Tra le attrici che ha doppiato: Jodie Foster, Demi Moore, Madeleine Stowe, Isabella Rossellini, Jane Seymour, Rosanna Arquette e Michelle Pfeiffer. Inoltre è anche la doppiatrice del personaggio di Lynette Scavo nella serie televisiva Desperate Housewives, del puffolino Sciccoso de I Puffi, del personaggio di Danielle Rousseau nel serial Lost, del nipotino di Paperone Qua nel cartone animato DuckTales - Avventure di paperi e di Gillian Foster nella serie Lie to Me.

## Filmografia

### Cinema
- La polizia chiede aiuto, regia di Massimo Dallamano (1974)
- Piedone a Hong Kong, regia di Steno (1975)
- Roma, l'altra faccia della violenza, regia di Marino Girolami (1976)
- L'innocente, regia di Luchino Visconti (1976)
- Ride bene... chi ride ultimo, -  episodio Arriva lo sceicco - regia di Gino Bramieri (1977)
- Le strelle nel fosso, regia di Pupi Avati (1979)
- I viaggiatori della sera, regia di Ugo Tognazzi (1979)
- Storia di ragazzi e di ragazze, regia di Pupi Avati (1989)
- Anche libero va bene, regia di Kim Rossi Stuart (2006)

### Televisione
- Qui squadra mobile, regia di Anton Giulio Majano - serie TV (1973)
- Rosso veneziano, regia di Marco Leto - sceneggiato TV (1976)
- Camilla, regia di Sandro Bolchi - sceneggiato TV (1976)
- Gli occhi del drago, regia di Piero Schivazappa (1977)
- I vecchi e i giovani, regia di Marco Leto - miniserie TV (1979)
- Con gli occhi dell'occidente, regia di Vittorio Cottafavi (1979)
- Cinema!!!, regia di Pupi Avati (1979)
- Bambole: scene di un delitto perfetto, regia di Alberto Negrin - miniserie TV (1980)
- Quaderno proibito, regia di Marco Leto (1980)
- Il caso Graziosi, regia di Michele Massa (1981)
- I ragazzi di celluloide, regia di Sergio Sollima (1982)
- I ragazzi di celluloide 2, regia di Sergio Sollima (1983)
- La moglie nella cornice, regia di Philippe Monnier - miniserie TV (1992)

## Doppiaggio

### Film
- Demi Moore in Ghost - Fantasma, Rivelazioni - Sesso è potere', La lettera scarlatta, Striptease, Tre vite allo specchio, Soldato Jane, Harry a pezzi, Passion of Mind, Margin Call, The Joneses, Bunraku, Very Good Girls LOL - Pazza del mio migliore amico, Wild Oats, Love Sonia, Animali da ufficio, Songbird, Il talento di Mr. C
- Isabella Rossellini in Cugini, Cuore selvaggio, Fearless - Senza paura, Amata immortale, Fratelli, Two Lovers, Enemy, Spaceman
- Rosanna Arquette in Fuori orario, Offresi amore teneramente, Pulp Fiction, American Pie presenta: Il manuale del sesso, Una tragica scelta
- Felicity Huffman in Quando meno te lo aspetti, Donne, regole... e tanti guai!, Cake, Big Game - Caccia al Presidente
- Madeleine Stowe in Sorveglianza... speciale, Revenge, Il grande inganno, America oggi, We Were Soldiers
- Shelley Long in Casa, dolce casa?, Una fortuna sfacciata, Non dirle chi sono
- P. J. Soles in Carrie - Lo sguardo di Satana
- Michelle Pfeiffer in Le streghe di Eastwick
- Amy Irving in Fury
- Sandra Bullock in Ricatto d'amore
- Embeth Davidtz in L'isola dell'ingiustizia - Alcatraz
- Elyssa Davalos in Herbie sbarca in Messico
- Kyra Sedgwick in Cambio di gioco
- Kristin Scott Thomas in Il pescatore di sogni
- Nastassja Kinski in Paris, Texas
- Anne Archer in Attrazione fatale, Body of Evidence - Il corpo del reato
- Tahnee Welch in Cocoon - L'energia dell'universo
- Katrin Cartlidge in La vera storia di Jack lo squartatore - From Hell
- Jodie Foster in Taxi Driver
- Renée Zellweger in White Oleander
- Jane Seymour in La rivoluzione francese
- Sheryl Lee in Fuoco cammina con me
- Gwyneth Paltrow in Sydney
- Geraldine Somerville in Grace di Monaco
- Suzan Anbeh in French Kiss
- Goldie Hawn in Due nel mirino
- Debra Winger in Ufficiale e gentiluomo
- Beverly D'Angelo in Un Natale esplosivo
- Claudia Marsani in Gruppo di famiglia in un interno
- Caroline Goodall in La fredda luce del giorno
- Kate Capshaw in La lettera d'amore
- Wendy Crewson in Una moglie per papà
- Rosalind Chao in Mulan
- Rossy de Palma in Madres paralelas
- Robbi Morgan in Venerdì 13
- Marta Kober in L'assassino ti siede accanto
- Debora Weston in Cabal
- Geraldine James in Calendar Girls

### Serie televisive
- Felicity Huffman in Desperate Housewives, American Crime
- Valerie Mahaffey in Glee, Devious Maids - Panni sporchi a Beverly Hills
- Charlene Tilton in Dallas (s. 7-8)
- Sheryl Lee in I segreti di Twin Peaks
- Elisabeth Niederer in Felix
- Maria Persson in Pippi Calzelunghe
- Kelli Williams in Lie to Me
- Victoria Smurfit in C'era una volta
- Blair Brown in Smallville
- Veronica Merchant in Cuore selvaggio
- Gloria Carrá in Para vestir santos - A proposito di single
- Beth Goulart in Destini
- Andrea Pietra in La forza dell'amore
- Christina Chang in The Good Doctor
- Amanda Pays in Flash
- Caroline Quentin in Progetto Lazarus
- Titti (3ª voce) in Looney Tunes, Silvestro e Titti (1975-1980)
- Mara Croatto in Piccola Cenerentola
- Embeth Davidtz in Tales of the Walking Dead
- Isabella Rossellini in The Blacklist

### Film TV
- Judith Hoag in Ritorno ad Halloweentown

### Film d'animazione
- Pinocchio in Un burattino di nome Pinocchio
- Piperita Patty in Preferisco Beethoven, Corri più che puoi Charlie Brown
- La mamma in I nostri eroi alla riscossa
- Chicco in Momo alla conquista del tempo
- Tenar in I racconti di Terramare
- Ryoko Matsuzaki in La collina dei papaveri
- Mami Ida in Il viaggio di Arlo

### Serie animate
- Ylvi (1ª voce) in Vicky il vichingo
- Peline (3ª voce) in Peline Story
- La Pimpa (1ª voce) in Pimpa
- Madre Gothel in Rapunzel - La serie
- Carol Harper in Emergency Plus 4

## Teatro
- Affabulazione di Pier Paolo Pasolini, regia di Vittorio Gassman, prima al Teatro Tenda di Roma l'11 novembre 1977.